# Кантос, Телемах
Телема́х Ка́нтос (греч. Τηλέμαχος Κάνθος, англ. Telemachos Kanthos; 24 февраля 1910 года, село Алона, Кипр — 18 ноября 1993 года, Никосия, Кипр) — кипрский художник, график, педагог.

## Биография
Родился в селе Алона на Кипре в семье учителя. По окончании гимназии Фамагусты в 1929 году выехал в Грецию и поступил в Школу изящных искусств в Афинах. Учился у Умвертоса Аргироса, Димитриоса Бискиниса и Спиридона Викатоса. В 1931 году в Никосии прошла первая персональная выставка начинающего художника. С 1932 по 1934 год учёба прерывается, Кантос возвращается на Кипр и работает учителем в гимназии Фамагусты, затем снова едет в Афины, чтобы окончить образование в мастерской Викатоса и получить уроки гравюры у Янниса Кефаллиноса.
После возвращения на Кипр в 1939 году преподает рисование в гимназии Фамагуста, затем в Панкипрской гимназии Никосии. Живописью занимается в свободное время. С 1942 года начинает сотрудничество с кипрскими театрами в качестве художника. В 1950 году отправляется в путешествие по Англии, Франции и Италии, где посещает известные художественные галереи, в 1963 году повторяет поездку, побывав в Лондоне, Амстердаме, Брюсселе и Париже, чтобы ознакомиться с современными художественными течениями. Через год вместе с другими кипрскими художниками создаёт Кипрскую палату изящных искусств.
После вторжения на Кипр турецких войск в 1974 году, Кантос создаёт серию из одиннадцати гравюр по дереву «Трудные времена» (1976—1978), в которых выражает боль и страдания греков-киприотов и агрессивность интервенции. Эти работы получают высокую международную оценку: в 1984 серия награждена призом XV Александрийской биеннале. А в 1979 году Афинская академия наградила Кантоса за вклад в искусство.
В дальнейшем Кантос продолжает посещать европейские страны, а после 1981 года часто бывает в Вене, где создаёт несколько работ. За годы преподавательской деятельности он подготовил несколько известных учеников, в том числе среди них Раллис Георгакис, Кириакос Лирас и Филактис Иеридис.
В 1993 году Телемах Кантос скончался в Никосии в возрасте 83 лет.

## Стиль
Работам Телемаха Кантоса свойственна простота сюжета. Множество картин написаны на мотивы сельской жизни киприотов, которую Кантос наблюдал ежедневно. В гравюрах проявляется другая сторона художника: они полны эмоциональности противоположного свойства, от философских раздумий до призывов к борьбе. Особенно ярко это проявилось в серии работ «Трудные времена», рассказывающей о вторжении на Кипр турецких войск.
Кантос владел разнообразными живописными техниками: рисовал карандашом, маслом, акварелью; выполнял гравюры, большей частью — в ксилографии. Для театра создавал как оформление сцены, так и костюмы. Таким же разнообразием отличались жанровые предпочтения: натюрморты, портреты, пейзажи. Критики отмечали умение Кантоса работать с цветом и светотенью, способность раскрыть внутренний мир своих героев и смелость в отображении собственных чувств.
Хотя греческие учителя Кантоса принадлежали к «Мюнхенской школе», сам он проявил творческую независимость и самостоятельно изучал наследие Поля Сезанна, работы которого оказали заметное влияние на творчество кипрского художника.

## Личная жизнь
В 1952 году женился на Зои Хариклиду (греч. Ζωή Χαρικλείδου). В браке родилась дочь.
В 1999 году режиссёр Пасхалис Папапетру снял документальный фильм «Телемах Кантос», рассказывающий о жизни художника от первых детских рисунков до последних неоконченных работ.